# Otto Georg Locke
Otto Georg Erich Locke (ur. 1914, zm.?) – niemiecki kapo w obozie koncentracyjnym Auschwitz-Birkenau i zbrodniarz wojenny.
W latach 1943–1944 był więźniem funkcyjnym w komandach więźniarskich w obozie Auschwitz. Pełnił funkcję kapo w zakładach krawieckich i szewskich. Locke w okrutny sposób znęcał się nad podległymi mu więźniami żydowskimi, wielu z nich zabijając.
5 września 1957 został za swoje zbrodnie (między innymi udowodniono mu zamordowanie siedmiu więźniów) skazany przez zachodnioniemiecki sąd w Berlinie na dożywotnie pozbawienie wolności. Wyrok ten potwierdził sąd apelacyjny 13 czerwca 1958.